# Oni (trò chơi điện tử)
Oni là tựa game hành động bắn súng góc nhìn thứ ba được phát triển bởi Bungie West, một công ty con của Bungie. Được phát hành vào năm 2001, nó là game duy nhất của Bungie West. Nhờ kết hợp yếu tố bắn súng góc nhìn thứ ba và đánh giáp lá cà, nó đã tạo nên cách chơi vừa mới, mà quen thuộc đối với người chơi ưa thích game bắn súng góc nhìn thứ ba. Vào năm 1999, Oni đã giành Giải Nhà phê bình Game cho game hành động/phiêu lưu xuất sắc nhất, ngay khi còn đang trong giai đoạn phát triển. Do gặp nhiều khó khăn trong chữa lỗi và mạng kết nối đáng tin cậy (ngoài LAN vào thời điểm bấy giờ, yếu tố nhiều người chơi đã bị loại bỏ khi game được phát hành.
Thế giới trong game chịu ảnh hưởng nhiều từ anime Ghost in the Shell của Mamoru Oshii. Hai nhân vật chính Konoko và Trung tá Griffin khá giống với hai nhân vật chính của phim là Motoko Kusanagi và Daisuke Aramaki. Dark Horse Comics đã xuất bản phiên bản truyện tranh 4 tập cho Oni, tập đầu tiên có đi kèm với phiên bản Windows dành cho game.

## Cách chơi

Konoko đang dùng chiêu Twister Kick, một chiêu ra đòn khá hiệu quả.

Game có tất cả 14 màn lớn nối tiếp nhau. Không như các game hành động cùng loại thường chỉ chú trọng vào vũ khí, Oni chủ yếu hướng người chơi vào các thế võ với những thế đánh mang đầy tính nghệ thuật. Xuyên suốt hành trình của game, người chơi sẽ được học và sử dụng tất cả 18 thế võ. Mỗi thế võ sẽ tương thích với từng hoàn cảnh khác nhau, các tuyệt chiêu sẽ được gửi đến người chơi và lưu giữ trong sổ tay điện tử.
Oni có tất cả mười loại súng bao gồm các loại súng ngắn, súng trường, súng phóng lựu đạn và vũ khí dùng năng lượng. Các vật phẩm như hộp cứu thương (hypospray), và thiết bị giúp tàng hình (cloaking device) có thể được tìm thấy trong suốt quá trình chơi. Các trận chiến giáp lá cà tỏ ra khá hiệu quả khi người chơi chỉ có thể nhặt và giữ được trong người một loại súng nhất định còn đạn thì khá hiếm trong game. Các chiêu ra đòn trong game gồm có đấm, đá, vật, được học liên tục trong quá trình chơi.
Có nhiều loại quân địch trong game, mỗi loại có khả năng và phong cách chiến đấu khác nhau. Mỗi loại quân địch lại được chia thành nhiều cấp độ khác nhau theo sức mạnh và độ khó, mỗi cấp độ được phân biệt bằng một loại màu sắc khác nhau giống như trong tựa game trước đó của Bungie là Marathon. Oni không giới hạn người chơi trong một không gian nhỏ với một nhóm nhỏ quân địch mà khá mở rộng so với thế giới bên ngoài. Có tất cả mười bốn màn chơi với các kích cỡ không gian khác nhau, một số đủ rộng để có thể bao trùm cả một công trình lớn. Bungie đã thuê hai kiến trúc sư để thiết kế không gian cho game. 
Oni có thanh trạng thái sức khỏe nhân vật chính trong game được thiết kế rất trực quan. Dưới góc phải của màn hình có một hình tròn biểu hiện trạng thái sức khỏe của nhân vật chính. Hình tròn này gồm 3 phần: phần thứ nhất là đường màu xanh lá cây nằm giữa vòng tròn tức là cột máu của người chơi. Mỗi lần chạm trán với đối phương nếu bị trúng đòn, đường này sẽ ngắn dần và chuyển dần từ xanh lá sang vàng rồi đỏ. Màu đỏ báo hiệu cột máu của người chơi đã ở mức báo động nhằm cảnh báo người chơi đừng để bị dính đòn nào nữa đồng thời phải tìm bình máu dự trữ để khôi phục thể trạng. Ngoài ra, mỗi lần người chơi lãnh một cú đấm hay dính phải một viên đạn của đối phương, xung quanh nhân vật sẽ có những tia màu phát ra. Các tia này cũng sẽ có màu xanh, vàng hay đỏ tùy vào cột máu của người chơi (hoặc đối thủ) còn nhiều hay ít. Chính đặc điểm này đã làm giảm đi phần nào tính bạo lực của game.
Phần thứ hai trong hình tròn này là một số những ô vuông nhỏ nằm theo phía dưới bên trái của vòng tròn. Đây chính là những ô chứa máu dự trữ của người chơi. Những bình máu được cung cấp thêm trong game sẽ nằm rải rác khắp nơi từ góc khuất của căn phòng, nóc tủ, hay của NPC cho và thậm chí có trong người của một tên lính mà chỉ khi người chơi hạ gục mới lấy được. Ngoài ra khi người chơi bơm đầy máu chính đến mức tối đa, xung quanh nhân vật chính sẽ phát ra vầng hào quang màu xanh tím, cung cấp cho người chơi những cú đánh cực mạnh bù lại thời gian tồn tại rất ngắn. Phần thứ ba trong hình tròn này về thanh trạng thái sức khỏe của Oni chính là một đoạn màu hồng nằm ngay góc dưới bên phải của vòng tròn. Đoạn màu hồng này chỉ xuất hiện khi người chơi nhặt hoặc nhận được một thứ gọi là Force Field, là một chiếc áo giáp giúp người chơi giảm bớt tình trạng mất máu khi chiến đấu và có tác dụng phản đòn tấn công của đối phương với số lần hạn chế.
Đối xứng với hình tròn biểu thị sức khỏe, phía dưới góc trái của màn hình cũng có một hình tròn biểu hiện tình hình đạn dược. Hình tròn này gồm 4 phần: đạn hiện có; dự trữ; mũi tên chỉ đường và vòng cung biểu thị đường đi. Chính giữa vòng tròn hiển thị số đạn hiện có trong loại súng đang xài. Tùy vào từng loại súng mà hình dạng và số lượng đạn cũng khác nhau, có hai loại đạn hiển thị màu xanh lá cây và đỏ. Bên trái hình tròn là một số ô vuông nhỏ biểu thị số đạn dự trữ. Không như súng chỉ được giữ một loại, người chơi có thể giữ cả hai loại đạn cùng lúc nhưng chỉ có thể xài loại ứng với súng hiện có, còn loại kia thì nằm chờ.
Trong vòng tròn này có sự hiện diện rất khiêm tốn của một mũi tên nhỏ màu vàng. Mũi tên này có hai trạng thái lên và xuống chỉ hiện ra mỗi khi cần nhắc người chơi lên hay xuống lầu. Để đi đúng đường, người chơi cần kết hợp quan sát mũi tên này và đường màu vàng ôm theo vòng ngoài của hình tròn. Nếu đúng đường thì nó sẽ dài dần và khép kín khi người chơi đến đích; ngược lại, nó sẽ ngắn dần và lúc ẩn lúc hiện khi sai đường. Thêm vào đấy, engine của Oni còn thực hiện một phương pháp bổ sung vào khoảng giữa các khung hình chính, giúp làm mượt các hình ảnh chuyển động tư thế võ thuật phức tạp. Tuy nhiên, việc lệch khung hình là một vấn đề thường gặp khi nhiều nhân vật NPC cứ sáp lại gần người chơi lúc đang tấn công.

### Quả trứng Phục Sinh
Cái thùng đầu tiên trong màn chơi mở đầu game mang nhãn hiệu "-OMM- TTC 1.1" đây là một tài liệu tham khảo có liên quan tới nhà phát hành web cực kỳ có ảnh hưởng nay không còn tồn tại là Old Man Murray, hãng đã tạo ra một hệ thống đánh giá game hài hước cho rằng sẽ tương quan chất lượng của trò chơi tới thời gian cái thùng đầu tiên sẽ xuất hiện trong game với cái thùng là biểu hiện cho việc thiếu trí tưởng tượng của các nhà thiết kế màn chơi. "-OMM- TTC 1.1" là viết tắt khoảng thời gian tính từ Old Man Murray cho tới cái thùng đầu tiên 1,1 giây.

## Cốt truyện
Oni lấy bối cảnh thế giới vào năm 2032 bị chìm đắm trong sự loạn lạc và sự ô nhiễm trầm trọng đã giới hạn sự sống trong một khu vực nhỏ hẹp. Để giải quyết sự suy giảm kinh tế toàn cầu, tất cả các quốc gia trên thế giới đã sáp nhập thành một tổ chức duy nhất gọi là Chính phủ Liên Minh Thế giới (World Coalition Government). Chính phủ này thực chất là một tổ chức độc tài chuyên chế, và bằng cách dùng lực lượng cảnh sát của mình, được gọi là Lực lượng Đặc nhiệm Phòng chống Tội phạm Công nghệ cao (Technological Crimes Task Force) viết tắt là TCTF, để đàn áp các tổ chức chống đối. Chính phủ này tuyên bố với người dân rằng các vùng đất đang bị ô nhiễm nặng nề thực chất chính là các khu bảo tồn thiên nhiên (wilderness preserves) và chúng cần được cách li đối với người dân. Nhân vật chính, với mã danh Konoko (được lồng tiếng bởi Amanda Winn-Lee), sau này được biết với tên đầy đủ là Mai Hasegawa, xuất hiện trong game dưới vai trò là một nhân viên đang hoạt động cho TCTF. Dần dần, cô nhận ra rằng những đang người lãnh đạo và chỉ huy của mình, đã và đang giấu giếm bí mật về quá khứ của cô. Cô quay lưng lại với tổ chức của mình và bắt đầu lao vào cuộc hành trình tìm lại bản thân mình. Người chơi sẽ được khám phá về nguồn gốc và gia đình Konoko trong suốt quá trình chiến đấu với TCTF và kẻ thù số một của họ, một tổ chức tội phạm nghiệp đoàn toàn cầu với tên gọi Syndicate. Trong hồi cao trào nhất của game, Konoko khám phá ra một âm mưu của Syndicate là làm cho Trung tâm Chuyển hóa Khí quyển (Atmospheric Conversion Centers), nhà máy trị liệu không khí tối cần thiết cho sự sống còn của gần như toàn bộ dân số thế giới, phát nổ một cách thảm khốc. Konoko đã gần như thành công trong việc ngăn chặn âm mưu đó, và cứu sống một phần của loài người.

## Diễn viên lồng tiếng
- Amanda Winn Lee trong vai Konoko, nhân vật chính.
- Pete Stacker trong vai Trung sĩ Terrence Griffin, Người cầm đầu Tổng hành dinh của TCTF và là sếp của Konoko.
- Anne Bowerman trong vai Shinatama.
- Norm Woodel trong vai Hasagawa, bố của Konoko và Muro đồng thời là giáo viên đại học của Jamie (mẹ của Konoko và Muro và là chị gái của Tiến sĩ Kerr).
- Bob O'Donnell trong vai Tiến sĩ Kerr, cậu của Konoko.
- Kurt Naebig trong vai Muro, người cầm đầu của Syndicate. Muro là nhân vật đối kháng chính trong game, và cũng là anh trai của Konoko.
- George Adams trong vai Barabas, cánh tay phải thân cận của Muro. Barabas là nhân vật đối kháng phụ đầu tiên trong game, đối mặt trong màn 3 và 6.
- Kevin Gudahl trong vai Mukade, một ninja trưởng chuyên nghiệp, phục vụ cho Muro dưới vai trò là sát thủ cầm đầu. Mukade là nhân vật đối kháng phụ mạnh nhất trong game, đối mặt trong màn 10.

## Đón nhận
Các đánh giá phê bình chủ yếu có xu hướng phân chia game theo các ưu điểm và khuyết điểm. Trên trang web đánh giá Metacritic, Oni đạt tổng điểm 73 trên 100, theo ý kiến của 29 nhà phê bình. Nhiều người nhận xét đã không mấy ngạc nhiên do game có môi trường được đồ họa thấp, AI thiếu thông minh trong vài tình huống, và cốt truyện, đôi khi được đánh giá là còn chưa được hoàn thiện. Mức độ khó trong game cùng với sự thiếu thốn các điểm lưu (savepoint) cũng thường bị xem là những mặt hạn chế.
Ngoài ra, nhiều người hâm mộ đã cảm thấy bị hụt hẫng do game đã không truyền tải hết những gì đã được hứa hẹn. Thiếu sót đáng chú ý nhất là sự vắng mặt của yếu tố nhiều người chơi qua LAN, so với phiên bản được giới thiệu tại gian hàng máy cầm tay tại Triển lãm Macworld trong thời kì phát triển Oni, nhưng bị loại bỏ trước ngày phát hành do những lo ngại về sự trì hoãn. Điều ngày cũng đã góp phần vào một vài số điểm thấp từ phía người chơi. Một vài nột dung trong game cũng đã bị cắt bỏ, kể cả Quái vật Sắt (Iron Demon), được cực kì trông đợi, xuất hiện trong một trailer trong game dưới hình thù một cỗ máy lớn. Thêm vào đó, nhiều loại vũ khí xuất hiện trong trailer cũng đã không thấy xuất hiện trong game.
Tuy vậy, Oni nhận được phần lớn lời khen ngợi nhờ sự tạo hình (animation) êm mượt cho nhân vật và một hệ thống phong phú các chiêu thức ra đòn, cũng như cách mà game phối hợp hệ thống chiến đấu bằng súng ống với chiến đấu giáp lá cà. Do đó, phần lớn người chơi đã cho Oni các số điểm từ khá đến tốt để ghi nhận yếu tố thưởng thức trong game.
Phần đồ họa 3D và âm thanh của game đã được thiết kế hết sức sống động và gây ấn tượng mạnh. Từ các nhân vật cho đến từng loại vũ khí, từ lời nói cho đến các hiệu ứng cháy nổ đều lột tả được những đặc trưng riêng của từng người, từng loại. Các nhân vật và hoạt cảnh trong game được vẽ theo phong cách thường thấy trong các truyện tranh và phim hoạt hình Nhật Bản. Chúng được chăm chút từng ly từng tý một: từ dáng đi đứng, nét mặt đến các thế võ đều thể hiện được tính cách của nhân vật. Nhân vật chính Konoko cứ sau mỗi lần chuyển màn đều được mặc một bộ đồ mới. Ngoài ra, game còn thu hút người chơi bởi những đoạn phim hoạt hình cắt cảnh xuất hiện ở đầu hoặc cuối mỗi màn. Giai đoạn chuyển này vừa giúp người chơi thư giãn sau một thời gian căng thẳng vì chiến đấu, lại vừa mở ra một cánh cửa về cuộc đời của Konoko. Phần lồng tiếng trong lời thoại các nhân vật được phát âm khá chuẩn, rõ ràng, giọng điệu thể hiện được tâm trạng, thái độ của nhân vật. Game cũng hỗ trợ phần phụ đề. Nhìn chung, hiệu ứng âm thanh là một trong những yếu tố không nhỏ làm nên thành công của game.